# Burgstall Niernsdorf
Der Burgstall Niernsdorf bezeichnet eine abgegangene Burg etwa 200 Meter östlich der Kapelle St. Valentin von Niernsdorf, einem Gemeindeteil der Gemeinde Hohenkammer im Landkreis Freising in Bayern. 

## Geschichte
Die Burg wurde von den Herren von Kammer errichtet.

## Beschreibung
Von der ehemaligen Burganlage sind lediglich noch Wälle erkennbar. Die Anlage wird als Bodendenkmal unter der Aktennummer D-1-7535-0026 als „Burgstall des hohen Mittelalters“ geführt.